# ريتشارد وودورد
ريتشارد وودورد (بالإنجليزية: Richard Woodward)‏ هو ملحن أيرلندي، ولد في 1743، وتوفي في 22 نوفمبر 1777.

## وصلات خارجية
- ريتشارد وودورد على موقع ميوزك برينز (الإنجليزية)
- ريتشارد وودورد على موقع ديسكوغز (الإنجليزية)